# Los bandidos de Río Frío (película de 1938)
Los bandidos de Río Frío es una película mexicana de 1938 basada en la novela homónima de Manuel Payno. Fue dirigida por Leonardo Westphal y protagonizada por Víctor Manuel Mendoza. La adaptación del guion cinematográfico la llevó a cabo Alfonso Patiño Gómez.

## Argumento
La adaptación de la extensa novela de Manuel Payno se centra en la historia de amor de Mariana, hija del conde de Sauz, con el capitán Juan Robreño, hijo de don Remigio, administrador de la hacienda del conde. Los sucesos del argumento ocurren en la primera mitad del siglo XIX. El conde se opone a la relación sentimental de su hija pues desea casarla con el márques de Valle Alegre. Mariana se embaraza de Juan y con la ayuda de su sirvienta, Agustina, tiene a un niño que es entregado a Cecilia, quien vive en Xochimilco. La tropa de Juan es aniquilada por los bandidos de Evaristo Rivera, quien había sido cochero del conde. En un duelo de espadas, Juan vence a Evaristo pero tiene que huir, cambia su nombre a Pedro Cataño y se convierte en el jefe de los Dorados quienes se dedican a combatir a la banda de bandidos impidiendo los excesos y asesinatos que pretendían cometer. 
Juan y los Dorados son considerados héroes por su sentido de equidad y justicia social. Juan interrumpe la boda de Mariana con el marqués de Valle Alegre y la secuestra. El marqués se enfrenta al conde en un duelo de espadas y lo hiere. Poco después los bandidos asaltan San Martín Texmelucan, lugar en donde se encuentra el hijo de Mariana y el conde, quien es salvado por Juan y los Dorados. Evaristo es hecho prisionero, y, finalmente, el conde permite que su hija se case con Juan.

## Reparto
El reparto de los principales papeles fue el siguiente:
| - Victoria Blanco como Mariana. - Víctor Manuel Mendoza como Juan Robreño. - Alberto Martí como don Diego, conde de Sauz. - Luis G. Barreiro como el licenciado Crisanto Lamparilla. - Margarita Cortés como Pascuala. - Eduardo Rugama como un tenor italiano. | - Alfredo Varela, padre, como Remigio. - Manuel Sánchez Navarro como el marqués de Valle Alegre. - Alfonso Bedoya como Espiridón. - Gerardo del Castillo como coronel. - Eufrosina García como Agustina. |

Participaron en roles secundarios Narciso Busquets y Víctor Junco.

## Datos técnicos
Los productores de la película fueron Pedro Cerisola y José J. Reynoso. La música estuvo a cargo de Daniel Pérez Castañeda y la fotografía a cargo de Ross Fisher. La edición realizada por Mario González tuvo una duración de 97 minutos. 

## Críticas
De acuerdo a la crítica de Emilio García Riera, la novela de Payno "fue hecha trizas" por haber sido muy mal contada y muy mal filmada. Fue el primer protagónico de Víctor Manuel Mendoza y la única película dirigida por Leonardo Westphal, quien había sido escenógrafo de Sobre las olas y Corazón bandolero. La adaptación de Alfonso Patiño se aleja en gran medida de la novela de Payno.